# Associazione Calcio Monza 2021-2022
Questa voce raccoglie le informazioni riguardanti l'Associazione Calcio Monza nelle competizioni ufficiali della stagione 2021-2022.

## Stagione
Nella stagione 2021-2022 il Monza affidato a Giovanni Stroppa, dopo un campionato condotto sempre nelle posizioni di vertice, chiude al 4º posto in classifica a parimerito con il Pisa, ma toscani terzi per via degli scontri diretti, e si qualifica per i Play-off. Nei quali dopo aver eliminato in semifinale il Brescia vincendo entrambe le gare (2-1), la squadra brianzola vince in finale il doppio confronto con il Pisa, vincendo ancora entrambe le gare, (2-1) in casa e (3-4) dopo i supplementari a Pisa, conquistando la prima storica promozione del Monza in Serie A, e festeggiando così nel modo migliore i suoi 110 anni di storia. E pensare che la stagione dei brianzoli non è iniziata con il piede giusto, vista l'eliminazione nei trentaduesimi di Coppa Italia dovuti alla sconfitta (2-1) di Cittadella. Tre i calciatori brianzoli in doppia cifra in questa stupenda stagione, il danese Christian Gytkjær che ha firmato 14 reti, il portoghese Dany Mota con 12 reti e Mattia Valoti con 10 centri.

## Divise e sponsor
Il fornitore tecnico per la stagione 2021-2022 è Lotto mentre lo sponsor ufficiale è WithU. Presenti sulla maglia anche gli sponsor di U-Power, Pontenossa e Febal casa; sui pantaloncini Dell'Orto.
| Casa | Trasferta | Terza divisa |

## Organigramma societario
Dal sito internet ufficiale della società.
Area direttiva
- Proprietario: Silvio Berlusconi (tramite Fininvest S.p.A.)
- Presidente: Paolo Berlusconi
- Amministratore delegato: Adriano Galliani
- Direttore Sportivo: Filippo Antonelli Agomeri
- Direttore operativo: Daniela Gozzi
- Segreteria generale: Davide Guglielmetti
- Team manager: Marco Ravasi
- Addetto stampa: Enrico Cerruti
- SLO: Vincenzo Iacopino
- Responsabile commerciale: Fabio Guido Aureli
- Segreteria organizzativa: Fabio Alteri
- Segreteria settore giovanile: Andrea Citterio
- Responsabile settore giovanile: Roberto Colacone
- Responsabile attività di base: Angelo Colombo
- Responsabile infrastrutture: Paolo Facchetti
- Ufficio Marketing e social media: Francesco Bevilacqua

Consiglio di amministrazione
- Membri di amministrazione: Adriano Galliani, Paolo Berlusconi, Danilo Pellegrino,  Leandro Cantamessa, Roberto Mazzo, Elio Lolla, Leonardo Brivio

Area tecnica
- Allenatore: Giovanni Stroppa
- Allenatore in seconda: Andrea Guerra
- Collaboratore Tecnico: Giuseppe Brescia
- Allenatore portieri: Nicola Dibitonto
- Preparatore atletico: Andrea Primitivi
- Preparatore atletico: Fabio Allevi
- Recupero infortunati: Simon Barjie
- Medico sociale: Dr. Paolo Santamaria
- Responsabile Sanitario: Fabio Francese
- Fisioterapisti: Francesco Lo Moro, Dario Lorenzo Dameno, Gabriele Piovera
- Massofisioterapista: Daniele Orazio Bellati

## Rosa
Aggiornata al 20 gennaio 2022.
| N. |                               | Ruolo | Calciatore          |
| -- | ----------------------------- | ----- | ------------------- |
| 1  | Italia (bandiera)             | P     | Eugenio Lamanna     |
| 2  | Italia (bandiera)             | D     | Giulio Donati       |
| 4  | Italia (bandiera)             | C     | Luca Mazzitelli     |
| 5  | Italia (bandiera)             | D     | Luca Caldirola      |
| 6  | Italia (bandiera)             | D     | Giuseppe Bellusci   |
| 7  | Guinea Equatoriale (bandiera) | C     | José Machín         |
| 8  | Italia (bandiera)             | C     | Andrea Barberis     |
| 9  | Danimarca (bandiera)          | A     | Christian Gytkjær   |
| 10 | Italia (bandiera)             | C     | Mattia Valoti       |
| 11 | Italia (bandiera)             | A     | Mattia Finotto      |
| 11 | Italia (bandiera)             | A     | Leonardo Mancuso    |
| 12 | Italia (bandiera)             | P     | Daniele Sommariva   |
| 13 | Portogallo (bandiera)         | D     | Pedro Pereira       |
| 16 | Italia (bandiera)             | P     | Michele Di Gregorio |
| 17 | Italia (bandiera)             | C     | Antonino Barillà    |
| 18 | Italia (bandiera)             | D     | Davide Bettella     |
| 19 | Italia (bandiera)             | A     | Andrea Favilli      |
| 20 | Grecia (bandiera)             | C     | Antōnīs Siatounīs   |

| N. |                       | Ruolo | Calciatore                 |
| -- | --------------------- | ----- | -------------------------- |
| 21 | Uruguay (bandiera)    | A     | Gastón Ramírez             |
| 22 | Italia (bandiera)     | P     | Stefano Rubbi              |
| 23 | Italia (bandiera)     | C     | Matteo Scozzarella         |
| 26 | Bulgaria (bandiera)   | D     | Valentin Antov             |
| 28 | Italia (bandiera)     | C     | Andrea Colpani             |
| 29 | Italia (bandiera)     | D     | Gabriel Paletta            |
| 30 | Brasile (bandiera)    | D     | Carlos Augusto             |
| 31 | Italia (bandiera)     | D     | Mario Sampirisi (capitano) |
| 33 | Italia (bandiera)     | C     | Marco Brescianini          |
| 34 | Italia (bandiera)     | D     | Luca Marrone               |
| 47 | Portogallo (bandiera) | A     | Dany Mota                  |
| 60 | Italia (bandiera)     | A     | Luigi Caccavo              |
| 61 | Italia (bandiera)     | C     | Vittorio Pucci             |
| 77 | Italia (bandiera)     | C     | Marco D'Alessandro         |
| 79 | Italia (bandiera)     | C     | Salvatore Molina           |
| 80 | Italia (bandiera)     | C     | Samuele Vignato            |
| 98 | Italia (bandiera)     | D     | Lorenzo Pirola             |

## Calciomercato

### Sessione estiva(dal 01/07 al 31/08)
| Acquisti         | Acquisti            | Acquisti       | Acquisti      |
| R.               | Nome                | da             | Modalità      |
| ---------------- | ------------------- | -------------- | ------------- |
| D                | Valentin Antov      | CSKA Sofia     | prestito      |
| D                | Luca Caldirola      | Benevento      | definitivo    |
| D                | Pedro Pereira       | Benfica        | prestito      |
| D                | Lorenzo Pirola      | Inter          | prestito      |
| C                | Marco Brescianini   | Milan          | prestito      |
| C                | Luca Marrone        | Crotone        | definitivo    |
| C                | Luca Mazzitelli     | Sassuolo       | definitivo    |
| C                | Antonīs Siatounīs   | Sampdoria      | prestito      |
| C                | Luka Stankovski     | Rabotnički     | definitivo    |
| C                | Mattia Valoti       | SPAL           | prestito      |
| C                | Samuele Vignato     | Chievo         | svincolato    |
| A                | Patrick Ciurria     | Pordenone      | definitivo    |
| A                | Andrea Favilli      | Genoa          | prestito      |
| A                | Mattia Finotto      | Pordenone      | fine prestito |
| Altre operazioni |                     |                |               |
| R.               | Nome                | da             | Modalità      |
| D                | Stefano Negro       | Perugia        | fine prestito |
| D                | Maicol Origlio      | Rende          | fine prestito |
| C                | Alessandro Di Munno | Pro Sesto      | fine prestito |
| C                | Marco Fossati       | Hajduk Spalato | fine prestito |
| C                | Luca Lombardi       | Teramo         | fine prestito |
| C                | José Machín         | Pescara        | fine prestito |
| C                | Tommaso Morosini    | Feralpisalò    | fine prestito |
| C                | Nicola Mosti        | Ascoli         | fine prestito |
| C                | Andrea Palazzi      | Palermo        | fine prestito |
| C                | Nicola Rigoni       | Pescara        | fine prestito |
| A                | Ettore Gliozzi      | Cosenza        | fine prestito |

| Cessioni         | Cessioni             | Cessioni        | Cessioni      |
| R.               | Nome                 | a               | Modalità      |
| ---------------- | -------------------- | --------------- | ------------- |
| D                | Armando Anastasio    | Reggiana        | prestito      |
| D                | Filippo Scaglia      | Como            | definitivo    |
| C                | Marco Armellino      | Modena          | definitivo    |
| C                | Kevin-Prince Boateng | Hertha Berlino  | svincolato    |
| C                | Andrea D'Errico      | Bari            | svincolato    |
| C                | Davide Frattesi      | Sassuolo        | fine prestito |
| A                | Mario Balotelli      | Adana Demirspor | svincolato    |
| A                | Davide Diaw          | L.R. Vicenza    | prestito      |
| A                | Mirko Marić          | Crotone         | prestito      |
| A                | Federico Ricci       | Sassuolo        | fine prestito |
| Altre operazioni |                      |                 |               |
| R.               | Nome                 | a               | Modalità      |
| D                | Stefano Negro        | Triestina       | definitivo    |
| C                | Alessandro Di Munno  | Lecco           | definitivo    |
| C                | Marco Fossati        | Hajduk Spalato  | definitivo    |
| C                | Luca Lombardi        | Vis Pesaro      | prestito      |
| C                | Tommaso Morosini     | Lecco           | prestito      |
| C                | Andrea Palazzi       | Alessandria     | definitivo    |
| C                | Nicola Rigoni        | Cesena          | prestito      |
| A                | Ettore Gliozzi       | Como            | definitivo    |
| A                | Nicola Mosti         | Modena          | prestito      |

### Sessione invernale(dal 03/01 al 31/01)
| Acquisti         | Acquisti          | Acquisti | Acquisti      |
| R.               | Nome              | da       | Modalità      |
| ---------------- | ----------------- | -------- | ------------- |
| D                | Armando Anastasio | Reggiana | fine prestito |
| C                | Salvatore Molina  | Crotone  | definitivo    |
| C                | Gastón Ramírez    |          | svincolato    |
| A                | Leonardo Mancuso  | Empoli   | prestito      |
| Altre operazioni |                   |          |               |
| R.               | Nome              | da       | Modalità      |
| A                | Alessio Pinotti   | SPAL     | prestito      |

| Cessioni         | Cessioni          | Cessioni    | Cessioni   |
| R.               | Nome              | a           | Modalità   |
| ---------------- | ----------------- | ----------- | ---------- |
| D                | Armando Anastasio | Pordenone   | prestito   |
| D                | Giuseppe Bellusci | Ascoli      | prestito   |
| C                | Antonino Barillà  | Alessandria | svincolato |
| A                | Mattia Finotto    | SPAL        | definitivo |
| Altre operazioni |                   |             |            |
| R.               | Nome              | a           | Modalità   |

## Risultati

### Serie B

#### Girone di andata
| Reggio Calabria 21 agosto 2021, ore 18:00 CEST 1ª giornata | Reggina      | 0 – 0 referto | Monza | Stadio Oreste Granillo (5 825 spett.)\| Arbitro: \| Giua (Olbia) \| |
| Arbitro:                                                   | Giua (Olbia) |               |       |                                                                     |

| Arbitro: | Piccinini (Forlì) |

|             |           |  |
| Gytkjær 65’ | Marcatori |  |

| Arbitro: | Massimi (Termoli) |

|             |           |            |
| Colombo 14’ | Marcatori | 54’ Carlos |

| Arbitro: | Zufferli (Udine) |

|              |           |              |
| Dany Mota 5’ | Marcatori | 90+5’ Capone |

| Arbitro: | Pairetto (Nichelino) |

|                      |           |               |
| Sibilli 7’ Lucca 53’ | Marcatori | 64’ Dany Mota |

| Arbitro: | Baroni (Firenze) |

|                                      |           |                    |
| Machín 13’ Sampirisi 72’ Vignato 90’ | Marcatori | 5’ (rig.) Tsadjout |

| Arbitro: | Abbattista (Molfetta) |

|                                         |           |  |
| Strefezza 45+1’ Di Mariano 55’ Coda 70’ | Marcatori |  |

| Parma 17 ottobre 2021, ore 16:15 CEST 8ª giornata | Parma            | 0 – 0 referto | Monza | Stadio Ennio Tardini (7 555 spett.)\| Arbitro: \| Maresca (Napoli) \| |
| Arbitro:                                          | Maresca (Napoli) |               |       |                                                                       |

| Arbitro: | Manganiello (Pinerolo) |

|                    |           |  |
| D'Alessandro 90+1’ | Marcatori |  |

| Arbitro: | Pairetto (Nichelino) |

|             |           |                |
| Ierardi 73’ | Marcatori | 34’ Mazzitelli |

| Arbitro: | Gariglio (Pinerolo) |

|            |           |  |
| Colpani 6’ | Marcatori |  |

| Arbitro: | Di Bello (Brindisi) |

|            |           |             |
| Donsah 86’ | Marcatori | 17’ Colpani |

| Arbitro: | Serra (Torino) |

|                               |           |                         |
| Dany Mota 16’, 29’ Machín 88’ | Marcatori | 60’ Bellemo 65’ Vignali |

| Arbitro: | Di Martino (Teramo) |

|                  |           |            |
| Sabiri 8’ (rig.) | Marcatori | 33’ Valoti |

| Arbitro: | Minelli (Varese) |

|                                              |           |             |
| Colpani 11’ Dany Mota 13’, 22’ Gytkjær 90+4’ | Marcatori | 69’ Carraro |

| Arbitro: | Pairetto (Nichelino) |

|  |           |                        |
|  | Marcatori | 40’ Gytkjær 55’ Machín |

| Arbitro: | Pezzuto (Lecce) |

|                                         |           |                          |
| Carlos 70’ Ciurria 87’ Mazzitelli 90+2’ | Marcatori | 53’ Garritano 62’ Zerbin |

| Arbitro: | Valeri (Roma 2) |

|                                     |           |                   |
| R. Insigne 7’ Tello 40’ Moncini 66’ | Marcatori | 47’ (rig.) Valoti |

| Arbitro: | Abbattista (Molfetta) |

|                                 |           |                              |
| Valoti 45’ (rig.) Ciurria 90+5’ | Marcatori | 64’ (rig.) De Luca 75’ Kouan |

#### Girone di ritorno
| Arbitro: | Camplone (Pescara) |

|               |           |  |
| Dany Mota 52’ | Marcatori |  |

| Arbitro: | Massa (Imperia) |

|                                 |           |                              |
| Gaetano 33’ D. Ciofani 46’, 64’ | Marcatori | 54’ D'Alessandro 84’ Ciurria |

| Arbitro: | Miele (Nola) |

|                                                     |           |  |
| Dany Mota 45’ Sampirisi 52’ Ramírez 77’ Colpani 89’ | Marcatori |  |

| Arbitro: | Meraviglia (Pistoia) |

|  |           |                   |
|  | Marcatori | 38’ (rig.) Valoti |

| Arbitro: | Maresca (Napoli) |

|           |           |                                     |
| Valoti 8’ | Marcatori | 18’ Pușcaș 65’ (aut.) Pedro Pereira |

| Arbitro: | Serra (Torino) |

|              |           |                                         |
| Di Serio 68’ | Marcatori | 19’ Valoti 19’, 64’ Colpani 67’ Gytkjær |

| Arbitro: | Doveri (Roma) |

|  |           |                 |
|  | Marcatori | 56’ (rig.) Coda |

| Arbitro: | Valeri (Roma) |

|             |           |             |
| Gytkjær 87’ | Marcatori | 30’ Vázquez |

| Arbitro: | Piccinini (Forlì) |

|                    |           |                          |
| Baldini 38’ (rig.) | Marcatori | 13’ Valoti 90+4’ Ciurria |

| Arbitro: | Minelli (Varese) |

|                                                           |           |  |
| Sampirisi 9’ Barberis 84’ Pasini 90’ (aut.) Mancuso 90+1’ | Marcatori |  |

| Arbitro: | Camplone (Pescara) |

|  |           |                                               |
|  | Marcatori | 41’ (aut.) Di Gennaro 62’ Ciurria 90’ Gytkjær |

| Arbitro: | Paterna (Teramo) |

|                |           |  |
| Barberis 90+5’ | Marcatori |  |

| Arbitro: | Prontera (Bologna) |

|                         |           |  |
| Cerri 55’ La Gumina 80’ | Marcatori |  |

| Arbitro: | Gariglio (Pinerolo) |

|                               |           |  |
| Valoti 16’ Gytkjær 28’ (rig.) | Marcatori |  |

| Arbitro: | Maresca (Napoli) |

|  |           |                                      |
|  | Marcatori | 16’ (rig.) Valoti 64’ (rig.) Gytkjær |

| Arbitro: | Marinelli (Tivoli) |

|            |           |            |
| Machín 49’ | Marcatori | 81’ Bisoli |

| Arbitro: | Chiffi (Padova) |

|                                                           |           |               |
| Ciano 37’ Zerbin 40’ Di Gregorio 49’ (aut.) Canotto 90+1’ | Marcatori | 13’ Dany Mota |

| Arbitro: | Di Bello (Brindisi) |

|                                       |           |  |
| Dany Mota 48’, 88’ Gytkjær 53’ (rig.) | Marcatori |  |

| Arbitro: | Fabbri (Ravenna) |

|               |           |  |
| Ferrarini 85’ | Marcatori |  |

### Play-off
| Arbitro: | Aureliano (Bologna) |

|          |           |                         |
| Moreo 7’ | Marcatori | 44’, 56’ (rig.) Gytkjær |

| Arbitro: | Valeri (Roma) |

|                                |           |            |
| Mancuso 70’ D'Alessandro 90+4’ | Marcatori | 7’ Tramoni |

| Arbitro: | Guida (Torre Annunziata) |

|                          |           |             |
| Dany Mota 9’ Gytkjær 74’ | Marcatori | 90+3’ Berra |

| Arbitro: | Mariani (Aprilia) |

|                                           |           |                                          |
| Torregrossa 1’ Hermannsson 9’ Mastinu 90’ | Marcatori | 20’ Machín 79’, 101’ Gytkjær 96’ Marrone |

### Coppa Italia
| Arbitro: | Di Martino (Teramo) |

|                          |           |            |
| Okwonkwo 8’ Tounkara 40’ | Marcatori | 26’ Carlos |

## Statistiche

### Statistiche di squadra
Statistiche aggiornate al 29 maggio 2022.
| Competizione | Punti | In casa | In casa | In casa | In casa | In casa | In casa | In trasferta | In trasferta | In trasferta | In trasferta | In trasferta | In trasferta | Totale | Totale | Totale | Totale | Totale | Totale | DR  |
| Competizione | Punti | G       | V       | N       | P       | Gf      | Gs      | G            | V            | N            | P            | Gf           | Gs           | G      | V      | N      | P      | Gf     | Gs     | DR  |
| ------------ | ----- | ------- | ------- | ------- | ------- | ------- | ------- | ------------ | ------------ | ------------ | ------------ | ------------ | ------------ | ------ | ------ | ------ | ------ | ------ | ------ | --- |
| Serie B      | 67    | 19      | 13      | 4       | 2       | 37      | 14      | 19           | 6            | 6            | 7            | 23           | 24           | 38     | 19     | 10     | 9      | 60     | 38     | +22 |
| Play-off     | -     | 2       | 2       | 0       | 0       | 4       | 2       | 2            | 2            | 0            | 0            | 6            | 4            | 4      | 4      | 0      | 0      | 10     | 6      | +4  |
| Coppa Italia | -     | 0       | 0       | 0       | 0       | 0       | 0       | 1            | 0            | 0            | 1            | 1            | 2            | 1      | 0      | 0      | 1      | 1      | 2      | -1  |
| Totale       | -     | 21      | 15      | 4       | 2       | 41      | 16      | 22           | 8            | 6            | 8            | 30           | 30           | 43     | 23     | 10     | 10     | 71     | 46     | +25 |

### Andamento in campionato
| Giornata  | 1  | 2 | 3 | 4  | 5  | 6  | 7  | 8  | 9  | 10 | 11 | 12 | 13 | 14 | 15 | 16 | 17 | 18 | 19 | 20 | 21 | 22 | 23 | 24 | 25 | 26 | 27 | 28 | 29 | 30 | 31 | 32 | 33 | 34 | 35 | 36 | 37 | 38 |
| --------- | -- | - | - | -- | -- | -- | -- | -- | -- | -- | -- | -- | -- | -- | -- | -- | -- | -- | -- | -- | -- | -- | -- | -- | -- | -- | -- | -- | -- | -- | -- | -- | -- | -- | -- | -- | -- | -- |
| Luogo     | T  | C | T | C  | T  | C  | T  | T  | C  | T  | C  | T  | C  | T  | C  | T  | C  | T  | C  | C  | T  | C  | T  | C  | T  | C  | C  | T  | C  | T  | C  | T  | C  | T  | C  | T  | C  | T  |
| Risultato | N  | V | N | N  | P  | V  | P  | N  | V  | N  | V  | N  | V  | N  | V  | V  | V  | P  | N  | V  | P  | V  | V  | P  | V  | P  | N  | V  | V  | V  | V  | P  | V  | V  | N  | P  | V  | P  |
| Posizione | 12 | 8 | 9 | 10 | 15 | 12 | 13 | 14 | 11 | 10 | 8  | 11 | 9  | 8  | 5  | 5  | 5  | 5  | 6  | 5  | 7  | 5  | 4  | 5  | 5  | 6  | 6  | 5  | 5  | 4  | 3  | 3  | 3  | 3  | 3  | 3  | 2  | 4  |

Legenda:

Luogo: C = Casa; T = Trasferta. Risultato: V = Vittoria; N = Pareggio; P = Sconfitta.

### Statistiche dei giocatori

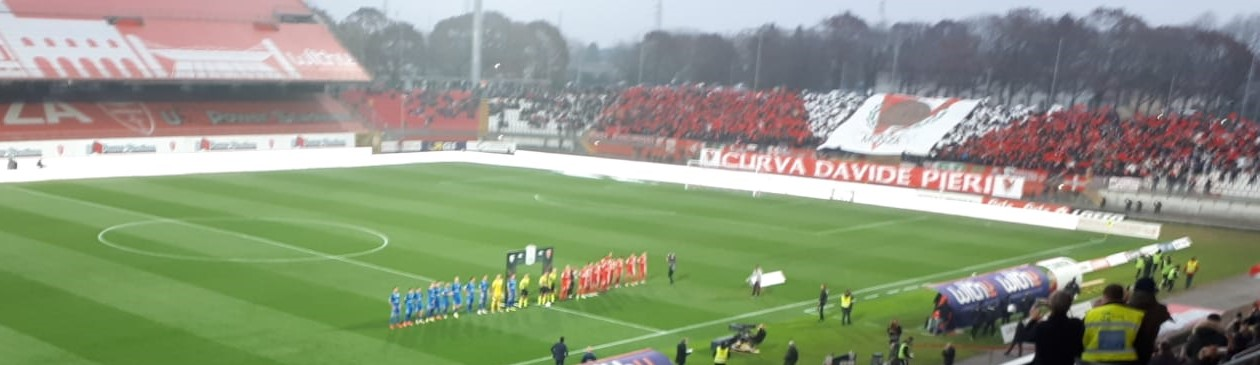
Un fotogramma della partita Monza-Como (21 novembre 2021)

Sono in corsivo i calciatori che hanno lasciato la società a stagione in corso.
| Giocatore          | Serie B  | Serie B | Serie B     | Serie B    | Coppa Italia | Coppa Italia | Coppa Italia | Coppa Italia | Totale   | Totale | Totale      | Totale     |
| Giocatore          | Presenze | Reti    | Ammonizioni | Espulsioni | Presenze     | Reti         | Ammonizioni  | Espulsioni   | Presenze | Reti   | Ammonizioni | Espulsioni |
| ------------------ | -------- | ------- | ----------- | ---------- | ------------ | ------------ | ------------ | ------------ | -------- | ------ | ----------- | ---------- |
| V. Antov           | 6        | 0       | 1           | 0          | 0            | 0            | 0            | 0            | 6        | 0      | 1           | 0          |
| C. Augusto         | 32       | 2       | 6           | 1          | 1            | 1            | 0            | 0            | 33       | 3      | 6           | 1          |
| A. Barberis        | 36       | 2       | 4           | 0          | 0            | 0            | 0            | 0            | 36       | 2      | 4           | 0          |
| A. Barillà         | 3        | 0       | 1           | 0          | 1            | 0            | 0            | 0            | 4        | 0      | 1           | 0          |
| G. Bellusci        | 1        | 0       | 1           | 0          | 1            | 0            | 1            | 0            | 2        | 0      | 2           | 0          |
| D. Bettella        | 7        | 0       | 2           | 0          | 0            | 0            | 0            | 0            | 7        | 0      | 2           | 0          |
| M. Brescianini     | 5        | 0       | 1           | 0          | 1            | 0            | 0            | 0            | 6        | 0      | 1           | 0          |
| L. Caldirola       | 24       | 0       | 4           | 1          | 1            | 0            | 1            | 0            | 25       | 0      | 5           | 1          |
| P. Ciurria         | 34       | 5       | 4           | 0          | 1            | 0            | 0            | 0            | 35       | 5      | 4           | 0          |
| A. Colpani         | 33       | 5       | 4           | 0          | 1            | 0            | 0            | 0            | 34       | 5      | 4           | 0          |
| M. D'Alessandro    | 31       | 2       | 4           | 1          | 1            | 0            | 0            | 0            | 32       | 2      | 4           | 1          |
| M. Di Gregorio     | 37       | -37     | 0           | 0          | 1            | -2           | 0            | 0            | 38       | -39    | 0           | 0          |
| G. Donati          | 29       | 0       | 6           | 1          | 1            | 0            | 0            | 0            | 30       | 0      | 6           | 1          |
| A. Favilli         | 10       | 0       | 1           | 0          | 0            | 0            | 0            | 0            | 10       | 0      | 1           | 0          |
| M. Finotto         | 2        | 0       | 0           | 0          | 0            | 0            | 0            | 0            | 2        | 0      | 0           | 0          |
| C. Gytkjær         | 33       | 9       | 1           | 0          | 1            | 0            | 0            | 0            | 34       | 9      | 1           | 0          |
| E. Lamanna         | 1        | -1      | 0           | 0          | 0            | 0            | 0            | 0            | 1        | -1     | 0           | 0          |
| J. Machín          | 25       | 4       | 6           | 0          | 1            | 0            | 0            | 0            | 26       | 4      | 6           | 0          |
| L. Mancuso         | 16       | 1       | 0           | 0          | 0            | 0            | 0            | 0            | 16       | 1      | 0           | 0          |
| L. Marrone         | 18       | 0       | 6           | 1          | 0            | 0            | 0            | 0            | 18       | 0      | 6           | 1          |
| L. Mazzitelli      | 28       | 2       | 9           | 1          | 0            | 0            | 0            | 0            | 28       | 2      | 9           | 1          |
| S. Molina          | 17       | 0       | 2           | 0          | 0            | 0            | 0            | 0            | 17       | 0      | 2           | 0          |
| D. Mota            | 28       | 11      | 4           | 0          | 0            | 0            | 0            | 0            | 28       | 11     | 4           | 0          |
| G. Paletta         | 18       | 0       | 3           | 0          | 1            | 0            | 0            | 0            | 19       | 0      | 3           | 0          |
| P. Pereira         | 32       | 0       | 5           | 0          | 1            | 0            | 0            | 0            | 33       | 0      | 5           | 0          |
| L. Pirola          | 10       | 0       | 0           | 0          | 0            | 0            | 0            | 0            | 10       | 0      | 0           | 0          |
| G. Ramírez         | 6        | 1       | 1           | 0          | 0            | 0            | 0            | 0            | 6        | 1      | 1           | 0          |
| M. Sampirisi       | 27       | 3       | 5           | 1          | 1            | 0            | 0            | 0            | 28       | 3      | 5           | 1          |
| M. Scozzarella     | 3        | 0       | 0           | 0          | 1            | 0            | 0            | 0            | 4        | 0      | 0           | 0          |
| A. Siatounīs       | 2        | 0       | 0           | 0          | 0            | 0            | 0            | 0            | 2        | 0      | 0           | 0          |
| M. Valoti          | 31       | 10      | 8           | 0          | 0            | 0            | 0            | 0            | 31       | 10     | 8           | 0          |
| S. Samuele Vignato | 13       | 1       | 0           | 0          | 0            | 0            | 0            | 0            | 13       | 1      | 0           | 0          |